# Cantón de Bâgé-le-Châtel
El cantón de Bâgé-le-Châtel (en francés canton de Bâgé-le-Châtel) era una división administrativa francesa del departamento de Ain, en la región de Ródano-Alpes. Fue suprimido en 2015.

## Composición
El cantón estaba formado por diez comunas:
- Asnières-sur-Saône
- Bâgé-la-Ville
- Bâgé-le-Châtel
- Dommartin
- Feillens
- Manziat
- Replonges
- Saint-André-de-Bâgé
- Saint-Laurent-sur-Saône
- Vésines

## Supresión del cantón
En aplicación del decreto nº 2014-147 del 13 de febrero de 2014, el cantón de Bâgé-le-Châtel fue suprimido el 1 de abril de 2015 y sus trece comunas pasaron a formar parte, doce del nuevo cantón de Replonges y una del nuevo cantón de Vonnas.